# 산조 화재
산조 화재(일본어: 三蔵火事 さんぞうかじ[*])는 교호 13년 (1728년) 3월 27일에 에치고 나가오카번의 나가오카성하 (현재의 니이가타현 나가오카시)에서 일어난 대화재이자, 나가오카번 역사상 최대의 화재이다. 이 화재로 인해 나가오카성을 포함해 조카마치 대부분이 소실되었다.

## 개요
교호 13년 3월 27일 오후 5시 경에 나가오카성 시모야나기와라정에서 화재가 발생하였다. 산조(三蔵)라 불리는 인물이 셋타가 원인으로 몬자에몬(門左衛門)이란 사람과 싸웠고, 산조가 몬자에몬 집에 방화한 것이 원인이었다. 사무라이 저택 278채, 아시가루 저택 12채, 서민 주택 1251채, 사원 8곳, 신사 1개소가 전소하였고, 불은 바람을 타고 논밭을 태우고 케사지로정까지 불이 번졌다. 또, 나가오카성은 혼마루부터 소토구루와에 이르는 성곽 전부 전소되었다. 
화재는 28일 아침에 진화되었고, 방화범인 산조는 화형에 처해졌다.

## 영향
전소된 나가오카성의 재건은 막부에서 7천량을 차용해 이뤄졌으며, 호레키 4년 (1754년)에 재건 완료까지 26년의 세월이 걸렸다. 또한 이 화재로 인해 번정 초기부터 악화되었던 번 재정은 더욱 악화되어 번사로부터 빌린다는 이름의 감봉이 이루어져, 번사의 차남 이하의 아들을 번사로 거느리는 것을 금지하는 명령이 내려졌다.

## 피해 확대의 지리적 배경
원래, 나가오카성하는 "미야마오로시(米山颪)"라는 서남풍이 맹렬한 센 바람을 불어오는 경우가 있었고, 발하원인 야나기와라정은 센슈정이나 도신마치와 함께 이 바람의 영향을 받기 쉬워, 일반적으로 화재를 항상 경계하고 있던 지역이었다.

## 참고문헌
- 마루타 카메타로 외 『나가오카시사』, 1931년, 나가오카시청
- 「니이가타현사ㆍ통사3ㆍ근세1」